# Minnesota Clay
Minnesota Clay è un film del 1964 diretto da Sergio Corbucci.

## Trama
Minnesota Clay sta scontando una lunga condanna in un penitenziario per l'omicidio di due banditi che lo avevano sfidato a duello. Egli sostiene la sua innocenza - invano -  in base alla legittima difesa. Prendendo in ostaggio il medico del campo viene curato per un grave problema ad un occhio, riesce a fuggire dal campo e a tornare alla sua città natale dove ha lasciato la tomba della moglie morta di parto. Sua figlia Nancy è stata allevata dal suo migliore amico Jonathan ed entrambi sono sfruttati dal geloso rivale di Clay: Fox. Questi ha fatto irruzione in città con il disappunto dei messicani del bandito Ortiz. Clay pulirà la città da tutte queste persone, ma la cecità è in agguato per lui rendendo le cose più difficili. Il compito è ulteriormente complicato perché non vuole rivelare a Nancy che è suo padre.